# Norðurá (Hvítá)

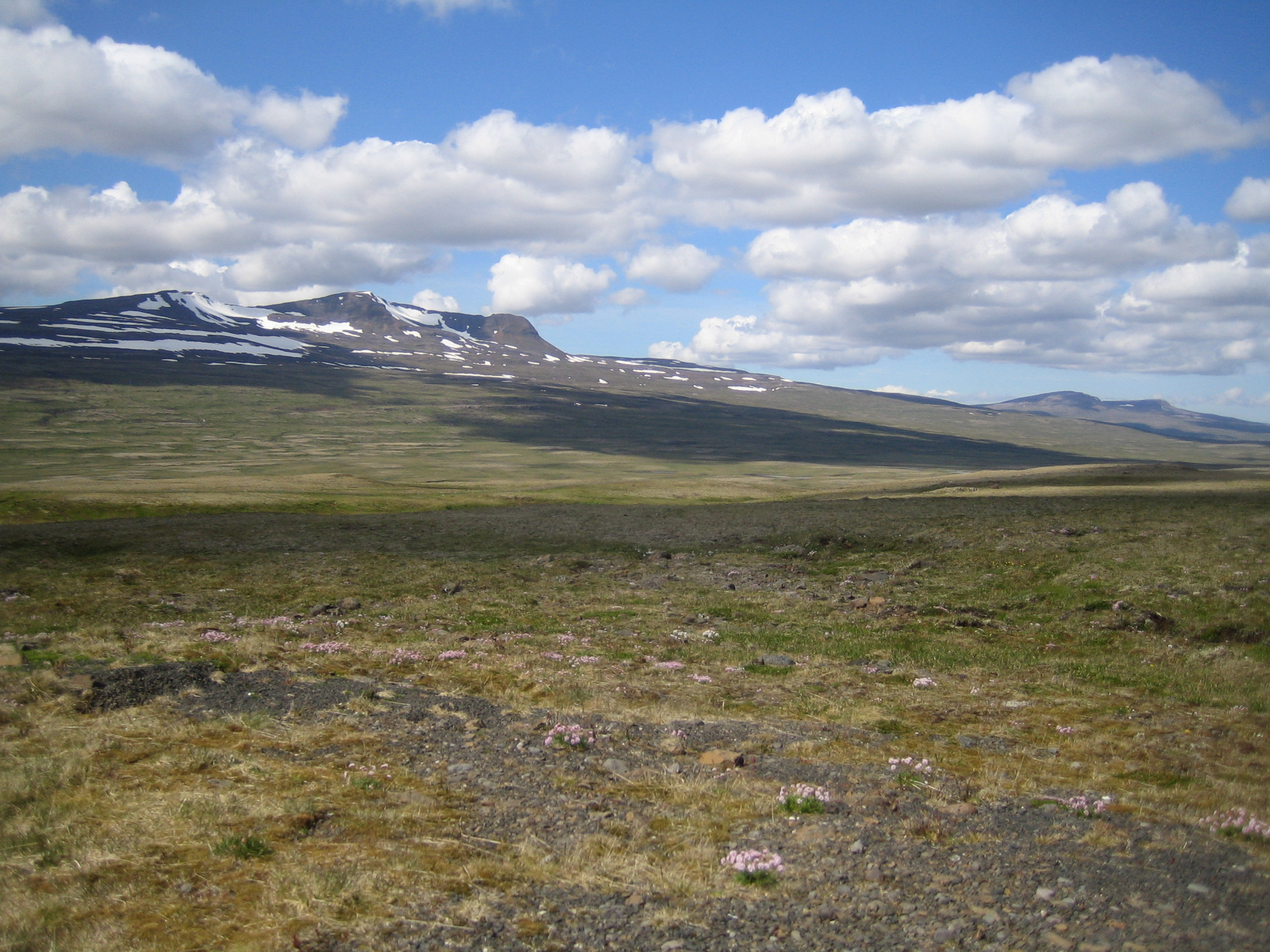
Nahe dem Ursprung der Norðurá auf der Holtavörðuheiði

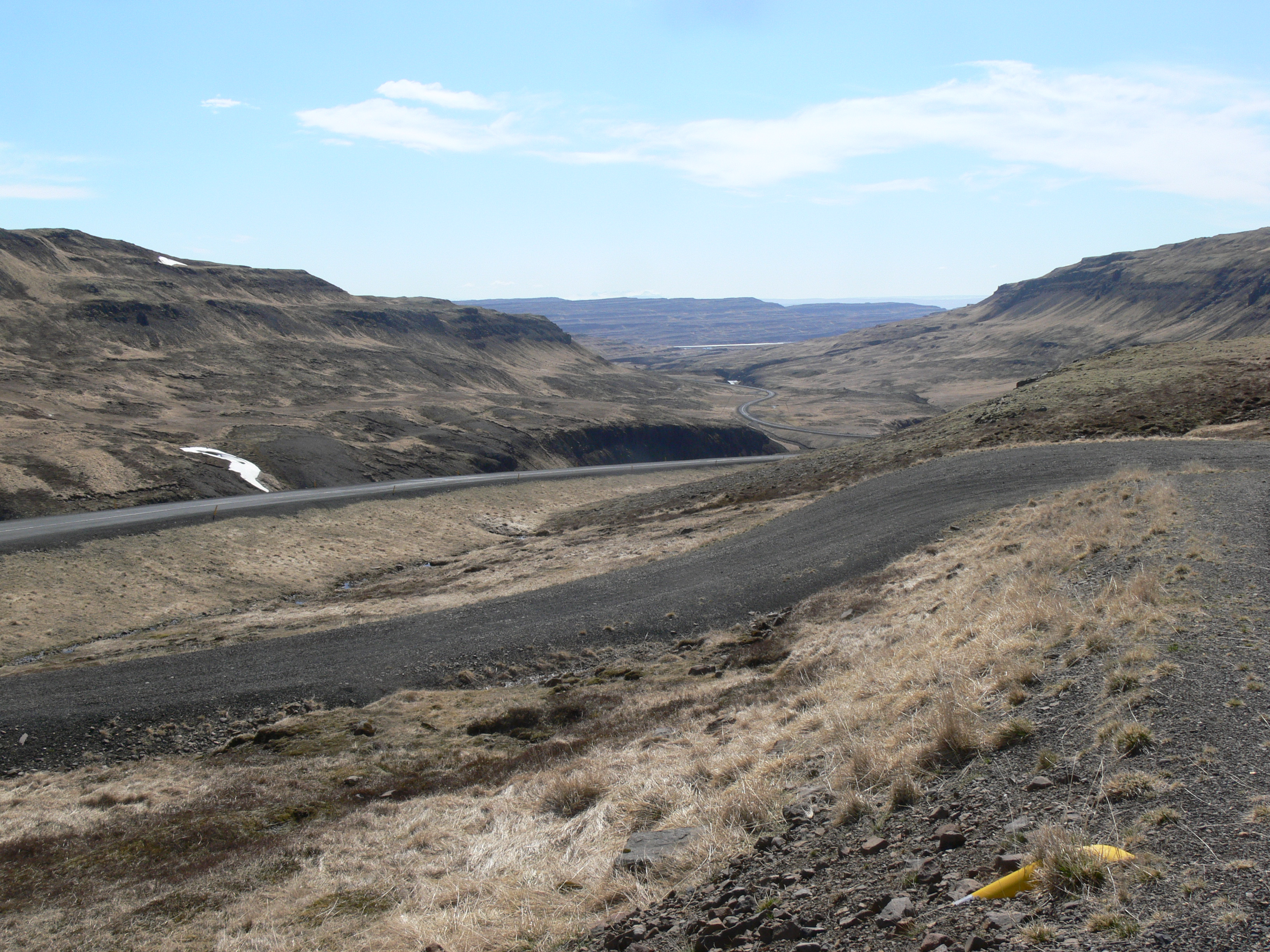
Blick von der Passstraße Brattabrekka nach Süden ins Norðurárdalur (im Hintergrund)

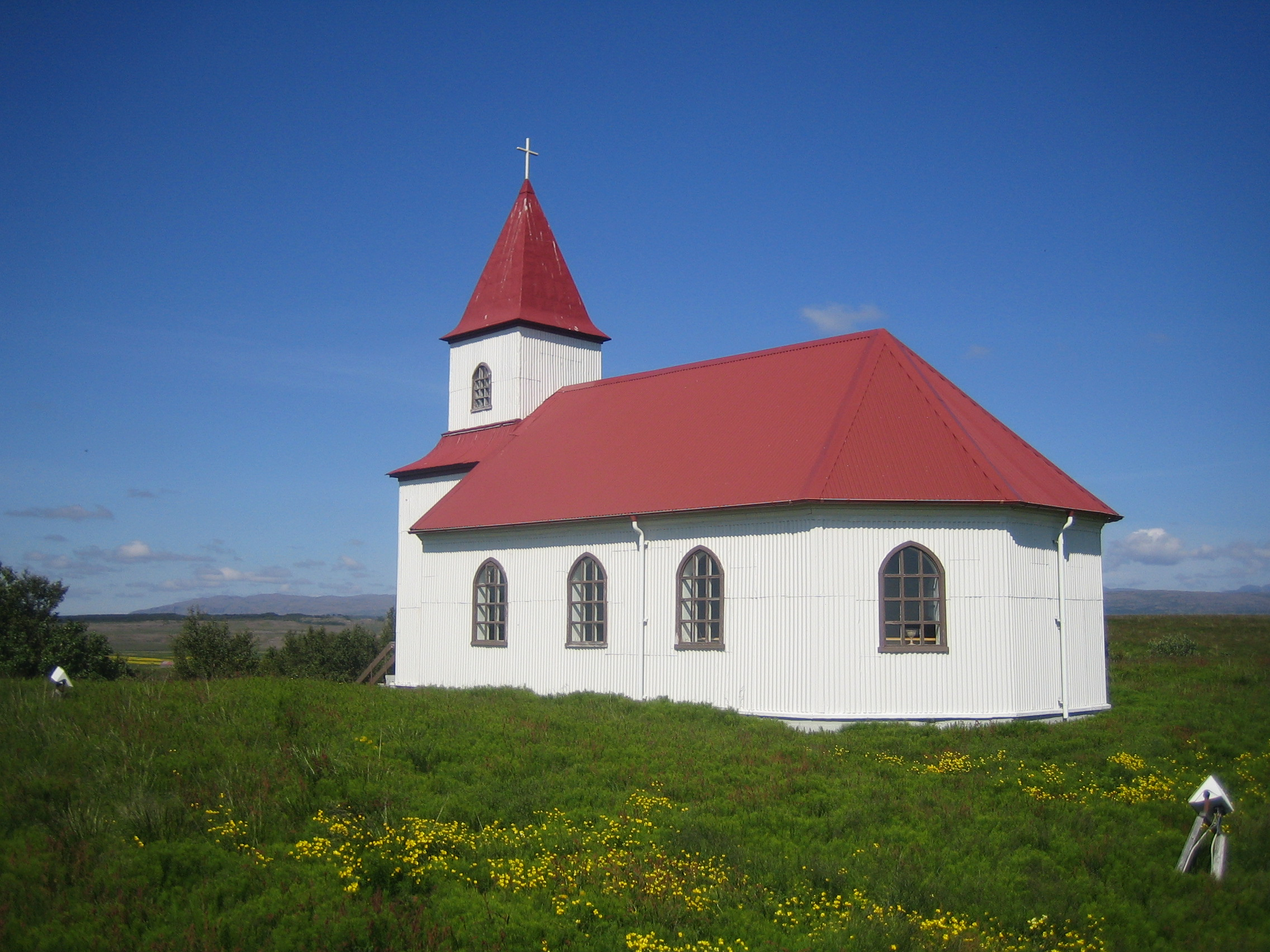
Stafholtskirkja am Unterlauf der Norðurá

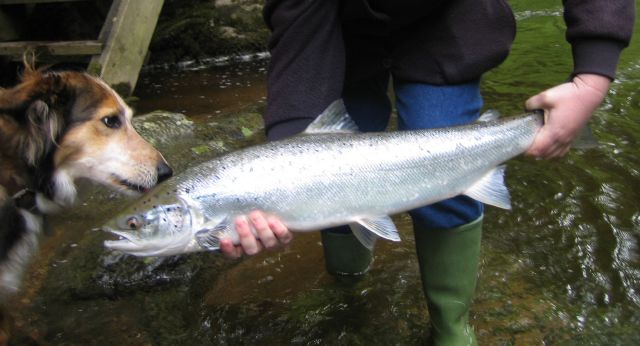
Lachs

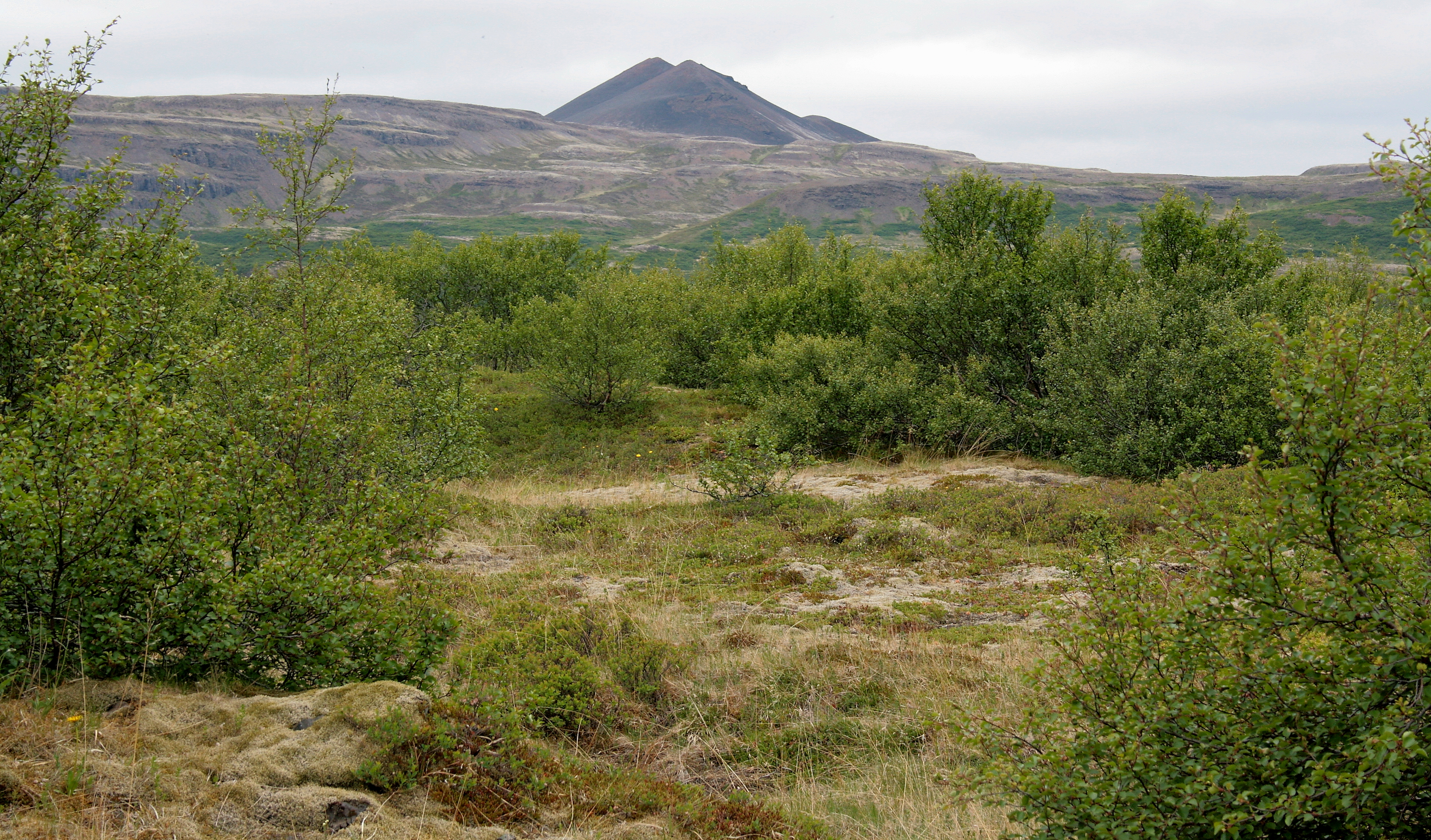
Paradísarhlaut an der Norðurá, im Hintergrund Vikrafell

Norðurá ist ein Fluss im Westen von Island auf dem Gemeindegebiet von Borgarbyggð und im Bezirk Mýrasýsla.

## Geographische Daten
Die Durchschnittswassermenge beträgt im Sommer 10–40 m³/s und im Winter 6–30 m³/s. Der Fluss weist eine Länge von 62 km auf.

### Verlauf
Der Fluss beginnt im Holtavörðuvatn auf der Hochebene Holtavörðuheiði. Von dort strömt er durch das Norðurárdalur und mündet in die Hvítá.

## Sammelfluss
Es handelt sich um einen sogenannten Sammelfluss, d. h. einen Fluss der zahlreiche andere Flüsse in sich aufnimmt und im Sommer nach starken Regenfällen und im Frühjahr, wenn der Schnee taut, stark anschwellen kann. Daher reicht bei ihm der Bewuchs auch nicht bis zur Wasseroberfläche hinunter. (Im Gegensatz dazu stehen Quellflüsse wie der Sog oder Gletscherflüsse wie die Jökulsá á Fjöllum.)

## Nutzung

### Lachsfluss
Der Fluss ist bekannt als einer der besten Lachsflüsse des Landes. Man erkennt Angelgebiete daran, dass an einem Pfad am Flussufer in unregelmäßigen Abständen Schildchen mit Nummern oder Platznamen stehen.

### Wandermöglichkeiten
Es gibt gekennzeichnete Wanderwege am Fluss, z. B. zu den Wasserfällen Laxfoss und Glanni knapp südlich von Bifröst.

## Das Norðurártal
Das Tal des Flusses Norðurá (isl. Norðurárdalurinn) ist das längste Tal des Verwaltungsbezirks Mýrasýsla, oben in den Bergen der Holtavörðuheiði enger und dann breit auslaufend etwa ab der Höhe der Raststätte Baula.
Bei Bifröst macht sich östlich das Massiv des alten und ausgekühlten Zentralvulkans Hallamúli mit dem Grjótháls breit. Am westlichen Ufer liegen hingegen noch sichtbarer andere vulkanische Berge, der Kegel der Baula und der kleineren Litla Baula, Zeugen des aktiven Vulkanismus der Gegend vor 4 Millionen Jahren, der klippenartige Abhang des Hraunsneföxl und die Grábrók-Krater, die nördlichsten Ausläufer des Ljósufjöll-Vulkansystems, eines heute noch aktiven Vulkansystems, dessen Zentralvulkan sich in etwa 90 km Entfernung auf Snæfellsnes befindet.
Auch hier bieten sich viele Wandermöglichkeiten an, von alpinem Bergsteigen auf der Baula über Wanderungen mittleren Anspruchs wie etwa über die Berge im Westen zu den Seen Langavatn und Hítarvatn wie auch Spaziergänge rund um den See Hreðavatn mit seinen neuzeitlichen Baumpflanzungen.